# (11585) Orlandelassus
(11585) Orlandelassus ist ein Asteroid des Hauptgürtels, der am 3. September 1994 vom belgischen Astronom Eric Walter Elst am La-Silla-Observatorium (IAU-Code 809) der Europäischen Südsternwarte in Chile entdeckt wurde.
Der Asteroid wurde nach dem flämischen Komponisten der Hochrenaissance Orlando di Lasso (1532–1594) benannt, der durch die Leitung der Münchener Hofkapelle Albrecht V. von Bayern internationalen Ruhm erwarb und 1570 von Kaiser Maximilian II. in den erblichen Adelsstand erhoben wurde.